# Зелинская, Анна Ивановна
Анна Ивановна Зелинская (1912—1982) — советский врач-невролог, деятель здравоохранения, заслуженный врач РСФСР (1967) и Карельской АССР (1957). Министр здравоохранения Карельской АССР (1960—1967 гг.). Депутат Верховного Совета Карельской Автономной ССР (1967—1971).

## Биография
С 1930 г. работала статистиком-счетоводом Управления Западной железной дороги.
В 1937 г. она окончила 2-й Ленинградский медицинский институт.
С 1937 — заведующая Пряжинской районной больницей.
С 1941 по 1944 гг. работала заведующей отделами здравоохранения Кемского, Сортавальского и Прионежского районных советов районах.
С 1944 г. была начальником отдела лечебно-профилактических учреждений Министерства здравоохранения Карельской АССР.
С 1951 г. заведовала должностью заместителя главного врача республиканской больницы в г. Петрозаводске по медицинской части и с 1952 г. стала заведующим отделом здравоохранения Петрозаводским городского совета.
С 1957 г. переведена на должность зам. министра здравоохранения и социального обеспечения Карельской АССР.
С 1960 по 1968 гг. — министр здравоохранения Карельской АССР, член редакционной коллегии Сборника научно-практических работ врачей Карельской АССР.

## Награды
- орден Трудового Красного Знамени (1961)
- Почетной грамота Президиума Верховного Совета Карело-Финской ССР (1943)
- «Отличник здравоохранения» (1943)
- Почетная грамота Президиума Верховного Совета Карельской АССР (1962 г.)
- Медаль «За доблестный труд в годы Великой Отечественной войны 1941—1945 гг.»
- Медаль «За трудовое отличие».